# Milocera pelops
Milocera pelops är en fjärilsart som beskrevs av Louis Beethoven Prout. Milocera pelops ingår i släktet Milocera och familjen mätare. Inga underarter finns listade i Catalogue of Life.